# Nikolaj Bodoerov
Nikolaj Georgiev Bodoerov (Bulgaars: Николай Георгиев Бодуров) (Blagoëvgrad, 30 mei 1986) is een Bulgaars voetballer die doorgaans speelt als centrale verdediger. In juli 2020 verruilde hij Esteghlal voor Pirin Blagoëvgrad. Bodoerov maakte in 2010 zijn debuut in het Bulgaars voetbalelftal.

## Clubcarrière
Bodoerov startte zijn carrière bij Pirin Blagoëvgrad. Op 8 augustus 2004 debuteerde hij voor het eerste elftal. In 2009 bereikte hij met Pirin de finale van het bekertoernooi, waarin verloren werd van Litex Lovetsj. In de zomer van dat jaar verkaste Bodoerov ook naar Litex. Op 20 december 2010 werd hij verkozen tot de beste verdediger van de A Grupa. In 2010 en 2011 werd hij met Litex kampioen van Bulgarije. Op 1 augustus 2014 maakte Bodoerov een internationale transfer naar het Engelse Fulham, dat was gedegradeerd naar het Championship. In februari 2016 werd de verdediger voor een half jaar op huurbasis gestald bij FC Midtjylland. Na zijn terugkeer in Londen werd zijn contract in onderling overleg ontbonden. In de winterstop van het seizoen 2016/17 vond Bodoerov in CSKA Sofia een nieuwe werkgever. Drie jaar later verkaste Bodoerov naar Esteghlal. Een half seizoen later keerde hij terug naar Pirin Blagoëvgrad.

## Clubstatistieken
| Seizoen | Club              | Competitie   | Competitie | Competitie | Beker | Beker | Internationaal | Internationaal | Totaal | Totaal |
| Seizoen | Club              | Competitie   | Wed.       | Dlp.       | Wed.  | Dlp.  | Wed.           | Dlp.           | Wed.   | Dlp.   |
| ------- | ----------------- | ------------ | ---------- | ---------- | ----- | ----- | -------------- | -------------- | ------ | ------ |
| 2004/05 | Pirin Blagoëvgrad | A Grupa      | 29         | 0          | 5     | 0     | —              | —              | 34     | 0      |
| 2005/06 | Pirin Blagoëvgrad | A Grupa      | 13         | 0          | 3     | 0     | —              | —              | 16     | 0      |
| 2006/07 | Pirin Blagoëvgrad | B Grupa      | 16         | 0          | 3     | 0     | —              | —              | 19     | 0      |
| 2007/08 | Pirin Blagoëvgrad | A Grupa      | 27         | 1          | 3     | 0     | —              | —              | 30     | 1      |
| 2008/09 | Pirin Blagoëvgrad | A Grupa      | 22         | 0          | 4     | 0     | —              | —              | 26     | 0      |
| 2009/10 | Litex Lovetsj     | A Grupa      | 18         | 2          | 2     | 0     | 0              | 0              | 20     | 2      |
| 2010/11 | Litex Lovetsj     | A Grupa      | 25         | 2          | 3     | 0     | 5              | 0              | 33     | 2      |
| 2011/12 | Litex Lovetsj     | A Grupa      | 19         | 3          | 3     | 0     | 6              | 1              | 28     | 4      |
| 2012/13 | Litex Lovetsj     | A Grupa      | 18         | 0          | 5     | 0     | —              | —              | 23     | 0      |
| 2013/14 | Litex Lovetsj     | A Grupa      | 27         | 1          | 2     | 0     | —              | —              | 29     | 1      |
| 2014/15 | Litex Lovetsj     | A Grupa      | 2          | 0          | 0     | 0     | 4              | 0              | 6      | 0      |
| 2014/15 | Fulham            | Championship | 38         | 1          | 6     | 0     | —              | —              | 44     | 1      |
| 2015/16 | Fulham            | Championship | 3          | 0          | 2     | 0     | —              | —              | 5      | 0      |
| 2015/16 | → FC Midtjylland  | Superligaen  | 15         | 0          | 0     | 0     | 2              | 0              | 17     | 0      |
| 2016/17 | CSKA Sofia        | A Grupa      | 16         | 1          | 0     | 0     | —              | —              | 16     | 1      |
| 2017/18 | CSKA Sofia        | A Grupa      | 33         | 2          | 5     | 1     | —              | —              | 38     | 3      |
| 2018/19 | CSKA Sofia        | A Grupa      | 29         | 0          | 4     | 0     | 3              | 0              | 36     | 0      |
| 2019/20 | CSKA Sofia        | A Grupa      | 2          | 0          | 0     | 0     | 3              | 0              | 5      | 0      |
| 2019/20 | Esteghlal         | Pro League   | 1          | 0          | 0     | 0     | 2              | 0              | 3      | 0      |
| 2020/21 | Pirin Blagoëvgrad | B Grupa      | 21         | 0          | 1     | 0     | —              | —              | 22     | 0      |
| 2021/22 | Pirin Blagoëvgrad | A Grupa      | 18         | 0          | 0     | 0     | —              | —              | 18     | 0      |
| 2022/23 | Pirin Blagoëvgrad | A Grupa      | 12         | 0          | 1     | 0     | —              | —              | 13     | 0      |
| 2023/24 | Pirin Blagoëvgrad | A Grupa      | 14         | 0          | 1     | 0     | —              | —              | 15     | 0      |
| 2024/25 | Pirin Blagoëvgrad | B Grupa      | 26         | 0          | 1     | 0     | —              | —              | 27     | 0      |
| Totaal  | Totaal            | Totaal       | 441        | 13         | 57    | 1     | 25             | 1              | 523    | 15     |

Bijgewerkt op 24 juni 2025.

## Interlandcarrière
Zijn debuut in het Bulgaars voetbalelftal maakte Bodoerov op 8 oktober 2010, toen met 0–1 gewonnen werd van Wales. Van bondscoach Lothar Matthäus mocht de verdediger in de basis beginnen en hij speelde het gehele duel mee. Op 9 september 2014 was hij voor het eerst aanvoerder van Bulgarije, toen hij tegen Azerbeidzjan (1–2 winst) bij afwezigheid van Ivelin Popov de band om zijn arm mocht dragen. Na de wedstrijd droeg hij de overwinning op aan de geblesseerde Popov. Een maand later, op 13 oktober, maakte Bodoerov zijn eerste interlanddoelpunt, toen hij doel trof tegen Noorwegen (2–1 nederlaag).
| Interlands van Nikolaj Bodoerov voor Bulgarije | Interlands van Nikolaj Bodoerov voor Bulgarije | Interlands van Nikolaj Bodoerov voor Bulgarije | Interlands van Nikolaj Bodoerov voor Bulgarije | Interlands van Nikolaj Bodoerov voor Bulgarije | Interlands van Nikolaj Bodoerov voor Bulgarije |
| №                                              | Datum                                          | Wedstrijd                                      | Uitslag                                        | Competitie                                     | Goals                                          |
| Als speler van Litex Lovetsj                   | Als speler van Litex Lovetsj                   | Als speler van Litex Lovetsj                   | Als speler van Litex Lovetsj                   | Als speler van Litex Lovetsj                   | Als speler van Litex Lovetsj                   |
| ---------------------------------------------- | ---------------------------------------------- | ---------------------------------------------- | ---------------------------------------------- | ---------------------------------------------- | ---------------------------------------------- |
| 1                                              | 8 oktober 2010                                 | Wales – Bulgarije                              | 0 – 1                                          | EK 2012 kwalificatie                           |                                                |
| 2                                              | 12 oktober 2010                                | Saoedi-Arabië – Bulgarije                      | 0 – 2                                          | Vriendschappelijk                              |                                                |
| 3                                              | 17 november 2010                               | Bulgarije – Servië                             | 0 – 1                                          | Vriendschappelijk                              |                                                |
| 4                                              | 4 juni 2011                                    | Montenegro – Bulgarije                         | 1 – 1                                          | EK 2012 kwalificatie                           |                                                |
| 5                                              | 10 augustus 2011                               | Wit-Rusland – Bulgarije                        | 1 – 0                                          | Vriendschappelijk                              |                                                |
| 6                                              | 2 september 2011                               | Bulgarije – Engeland                           | 0 – 3                                          | EK 2012 kwalificatie                           |                                                |
| 7                                              | 6 september 2011                               | Zwitserland – Bulgarije                        | 3 – 1                                          | EK 2012 kwalificatie                           |                                                |
| 8                                              | 29 februari 2012                               | Hongarije – Bulgarije                          | 1 – 1                                          | Vriendschappelijk                              |                                                |
| 9                                              | 26 mei 2012                                    | Nederland – Bulgarije                          | 1 – 2                                          | Vriendschappelijk                              |                                                |
| 10                                             | 15 augustus 2012                               | Bulgarije – Turkije                            | 0 – 2                                          | Vriendschappelijk                              |                                                |
| 11                                             | 15 augustus 2012                               | Bulgarije – Cyprus                             | 1 – 0                                          | Vriendschappelijk                              |                                                |
| 12                                             | 7 september 2012                               | Bulgarije – Italië                             | 2 – 2                                          | WK 2014 kwalificatie                           |                                                |
| 13                                             | 11 september 2012                              | Bulgarije – Armenië                            | 1 – 0                                          | WK 2014 kwalificatie                           |                                                |
| 14                                             | 12 oktober 2012                                | Bulgarije – Denemarken                         | 1 – 1                                          | WK 2014 kwalificatie                           |                                                |
| 15                                             | 16 oktober 2012                                | Tsjechië – Bulgarije                           | 0 – 0                                          | WK 2014 kwalificatie                           |                                                |
| 16                                             | 14 november 2012                               | Bulgarije – Oekraïne                           | 0 – 1                                          | Vriendschappelijk                              |                                                |
| 17                                             | 22 maart 2013                                  | Bulgarije – Malta                              | 6 – 0                                          | WK 2014 kwalificatie                           |                                                |
| 18                                             | 26 maart 2013                                  | Denemarken – Bulgarije                         | 1 – 1                                          | WK 2014 kwalificatie                           |                                                |
| 19                                             | 14 augustus 2013                               | Macedonië – Bulgarije                          | 2 – 0                                          | Vriendschappelijk                              |                                                |
| 20                                             | 6 september 2013                               | Italië – Bulgarije                             | 1 – 0                                          | WK 2014 kwalificatie                           |                                                |
| 21                                             | 10 september 2013                              | Malta – Bulgarije                              | 1 – 2                                          | WK 2014 kwalificatie                           |                                                |
| 22                                             | 11 oktober 2013                                | Armenië – Bulgarije                            | 2 – 1                                          | WK 2014 kwalificatie                           |                                                |
| 23                                             | 5 maart 2014                                   | Bulgarije – Wit-Rusland                        | 2 – 1                                          | Vriendschappelijk                              |                                                |
| 24                                             | 23 mei 2014                                    | Canada – Bulgarije                             | 1 – 1                                          | Vriendschappelijk                              |                                                |
| Als speler van Fulham                          |                                                |                                                |                                                |                                                |                                                |
| 25                                             | 9 september 2014                               | Azerbeidzjan – Bulgarije                       | 1 – 2                                          | EK 2016 kwalificatie                           |                                                |
| 26                                             | 10 oktober 2014                                | Bulgarije – Kroatië                            | 0 – 1                                          | EK 2016 kwalificatie                           |                                                |
| 27                                             | 13 oktober 2014                                | Noorwegen – Bulgarije                          | 2 – 1                                          | EK 2016 kwalificatie                           | 43'                                            |
| 28                                             | 16 november 2014                               | Bulgarije – Malta                              | 1 – 1                                          | EK 2016 kwalificatie                           |                                                |
| 29                                             | 28 maart 2015                                  | Bulgarije – Italië                             | 2 – 2                                          | EK 2016 kwalificatie                           |                                                |
| 30                                             | 8 juni 2015                                    | Turkije – Bulgarije                            | 4 – 0                                          | Vriendschappelijk                              |                                                |
| 31                                             | 12 juni 2015                                   | Malta – Bulgarije                              | 0 – 1                                          | EK 2016 kwalificatie                           |                                                |
| 32                                             | 3 september 2015                               | Bulgarije – Noorwegen                          | 0 – 1                                          | EK 2016 kwalificatie                           |                                                |
| 33                                             | 6 september 2015                               | Italië – Bulgarije                             | 1 – 0                                          | EK 2016 kwalificatie                           |                                                |
| Als speler van FC Midtjylland                  |                                                |                                                |                                                |                                                |                                                |
| 34                                             | 25 maart 2016                                  | Portugal – Bulgarije                           | 0 – 1                                          | Vriendschappelijk                              |                                                |
| 35                                             | 29 maart 2016                                  | Macedonië – Bulgarije                          | 0 – 2                                          | Vriendschappelijk                              |                                                |
| Als speler van CSKA Sofia                      |                                                |                                                |                                                |                                                |                                                |
| 36                                             | 25 maart 2017                                  | Bulgarije – Nederland                          | 2 – 0                                          | WK 2018 kwalificatie                           |                                                |
| 37                                             | 7 oktober 2017                                 | Bulgarije – Frankrijk                          | 0 – 1                                          | WK 2018 kwalificatie                           |                                                |
| 38                                             | 10 oktober 2017                                | Luxemburg – Bulgarije                          | 1 – 1                                          | WK 2018 kwalificatie                           |                                                |
| 39                                             | 13 november 2017                               | Saoedi-Arabië – Bulgarije                      | 0 – 1                                          | Vriendschappelijk                              |                                                |
| 40                                             | 23 maart 2018                                  | Bulgarije – Bosnië en Herzegovina              | 0 – 1                                          | Vriendschappelijk                              |                                                |
| 41                                             | 26 maart 2018                                  | Bulgarije – Kazachstan                         | 2 – 1                                          | Vriendschappelijk                              | 90+4'                                          |
| 42                                             | 6 september 2018                               | Slovenië – Bulgarije                           | 1 – 2                                          | Nations League 2018/19                         |                                                |
| 43                                             | 9 september 2018                               | Bulgarije – Noorwegen                          | 1 – 0                                          | Nations League 2018/19                         |                                                |
| 44                                             | 13 oktober 2018                                | Bulgarije – Cyprus                             | 2 – 1                                          | Nations League 2018/19                         |                                                |
| 45                                             | 16 oktober 2018                                | Noorwegen – Bulgarije                          | 1 – 0                                          | Nations League 2018/19                         |                                                |
| 46                                             | 16 november 2018                               | Cyprus – Bulgarije                             | 1 – 1                                          | Nations League 2018/19                         |                                                |
| 47                                             | 19 november 2018                               | Bulgarije – Slovenië                           | 1 – 1                                          | Nations League 2018/19                         |                                                |
| 48                                             | 22 maart 2019                                  | Bulgarije – Montenegro                         | 1 – 1                                          | EK 2020 kwalificatie                           |                                                |
| 49                                             | 25 maart 2019                                  | Kosovo – Bulgarije                             | 1 – 1                                          | EK 2020 kwalificatie                           |                                                |
| 50                                             | 7 september 2019                               | Engeland – Bulgarije                           | 4 – 0                                          | EK 2020 kwalificatie                           |                                                |

Bijgewerkt op 24 juni 2025.

## Erelijst
| Competitie        |               |                  |               |               |
| Competitie        | Aantal        | Jaren            |               |               |
| Litex Lovetsj     | Litex Lovetsj | Litex Lovetsj    | Litex Lovetsj | Litex Lovetsj |
| ----------------- | ------------- | ---------------- | ------------- | ------------- |
| A Grupa           | 2             | 2009/10, 2010/11 |               |               |
| Supercup          | 1             | 2010/11          |               |               |
| Pirin Blagoëvgrad |               |                  |               |               |
| B Grupa           | 1             | 2020/21          |               |               |